# Троянци
Вижте пояснителната страница за други значения на Троянци.
Троянчани са жителите на град Троян, България. Това е списък на най-известните от тях.

## Родени в Троян
А — Б — В — Г — Д —
Е — Ж — З — И — Й —
К — Л — М — Н — О —
П — Р — С — Т — У —
Ф — Х — Ц — Ч — Ш —
Щ — Ю — Я

### А
- Николай Акимов (р. 1952) – режисьор и сценарист

### Б
- Милко Балев (1920–2002) – политик
- Ангел Балевски (1910–1997) – политик, зам. председател на Държавния съвет
- Васил Балевски (1885–1973) – революционер от ВМОРО
- Иван Балсамаджиев – артист
- Цочо Бояджиев (р. 1951) - професор, философ
- Данаил Василев (1906–1993) – композитор, учител в града (1945–1948)
- Минко Босев (1927–1990) – оперетен артист

### В
- Власи Власковски (1883–1959) – политик
- Мила Власковска (1948–2024) – лекарка

### Г
- Димитър Гимиджийски (1893–1966) – писател

### Д
- Милко Диков (р. 1930) – карикатурист
- Сашо Диков (р. 1952) – журналист
- Иван Драгневски (р. 1940) – бивш управител на БНБ

### К
- Лиляна Кисьова (1928–2014) – оперетна актриса
- Стефано Кунчев – футболист
- Мартин Кушев (р. 1973) – футболист, треньор

### Л
- Лалю Маринов (1898–1974) – поет и писател.
- Любомир Левчев (р. 1935) – писател

### М
- Росен Марковски (р. 1964) – художник
- Д-р Цанко Мондешки (1907 - 2000) - лекар, общественик

### Н
- Екатерина Ненчева (1885–1920) – поетеса
- Минко Николов (1929–1966) – литературен критик

### П
- Иван Пейковски (1931–2008) – журналист, краевед, писател

### С
- Марко Семов (1939–2007) – писател и философ, завършва гимназия в града през 1956 г.
- Тончо Стаевски – партизанин и поет
- Максим Стойков – футболист

### T
- Тодор Мутевски (1839 - 1909), български просветен деец, общественик и революционер

### Ф
- Тодор Факиров (1867 - ?) – български фотограф

### Х
- Иван Хаджийски (1907–1944) – социолог и публицист
- Стоян Митовски (1873–?) – български офицер и революционер от ВМОРО

### Ш
- Найден Шейтанов (1890–1970) – философ
- Минко Шипковенски (1892–1976) – български икономист, дипломат и публицист
- Никола Шипковенски (1906–1976) – български психиатър